# Dalkey

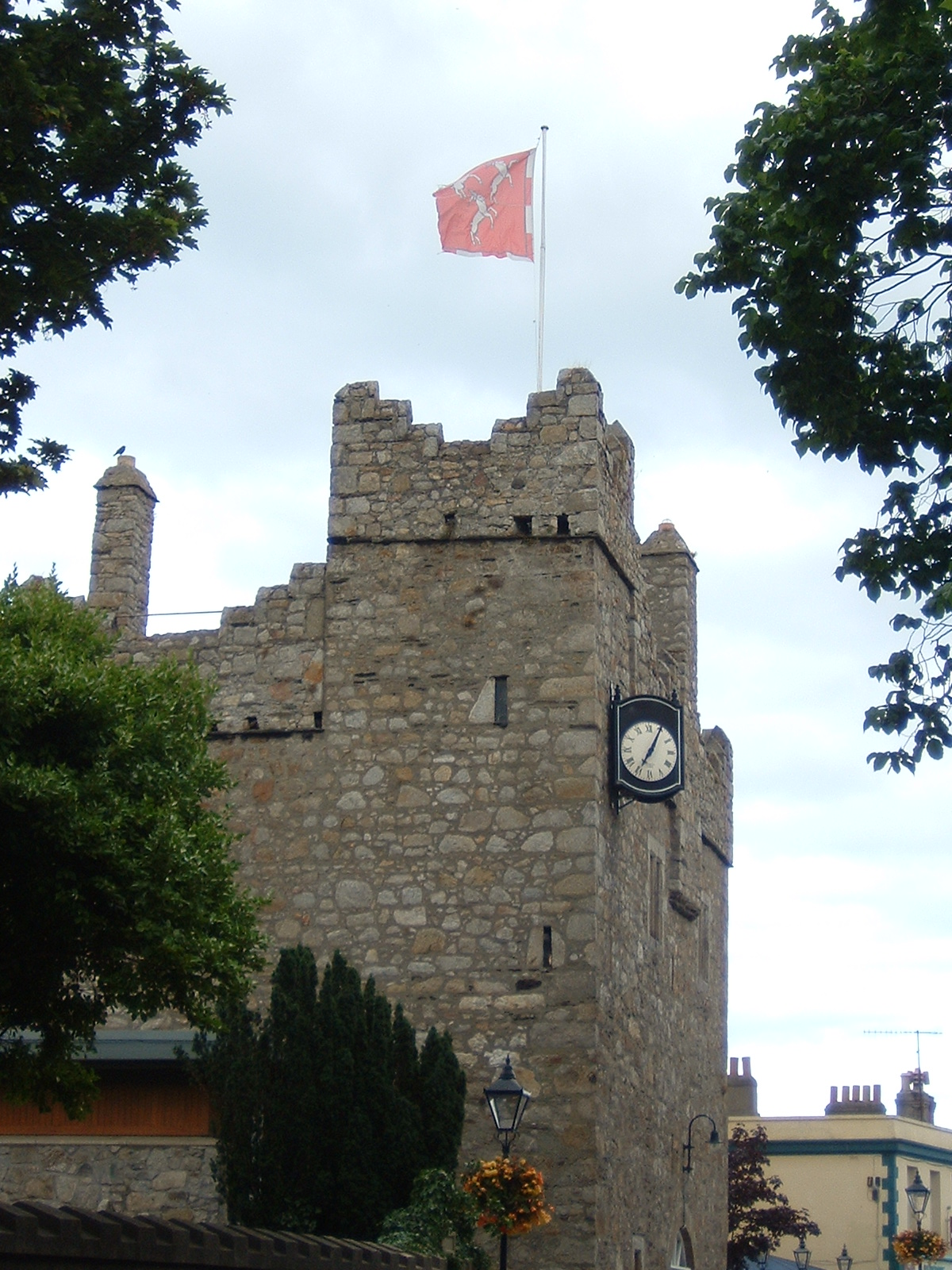
Castillo de Dalkey, en Dalkey, Irlanda.

Dalkey (en irlandés, Deilginis, que significa Isla Espinosa) es un pueblo situado en el condado de Dun Laoghaire-Rathdown en la isla de Irlanda, al sur de Dublín. Originalmente se fundó como un asentamiento vikingo y se convirtió en un importante puerto durante la Edad Media. Según John Clyn, fue uno de los puntos a través de los cuales entró la plaga de peste que azotó al país a mediados del siglo XIV. En tiempos modernos, Dalkey se ha convertido en un próspero suburbio costero con modesta atracción turística.